# Azumi 2
Azumi 2 (あずみ2 Death or Love?, Azumi 2: Death or Love) è un film del 2005 diretto da Shūsuke Kaneko. Si tratta del sequel del film del 2003 Azumi.

## Trama
I giovani assassini Azumi e Nagara continuano la loro missione per prevenire una guerra civile. Nella loro caccia a Masayuki Sanada, che è protetto sia da un esercito che da un pericoloso clan, incontrano Ginkaku, una persona che mostra una notevole somiglianza con l'ex amico Nachi.